# Commonwealth Trust Limited
Commonwealth Trust Limited (CTL) ist ein weltweit operierendes Unternehmen mit Hauptsitz in  Road Town auf den Britischen Jungferninseln. Es besitzt mehrere internationale Vertretungen, unter anderem auf den Bahamas und in Belize, und ist eine der größten Trust-Gesellschaften weltweit. 
Gegründet wurde das Unternehmen im Jahr 1994 von Thomas Ward, einem kanadischen Unternehmer, und vom US-Amerikaner Scott Wilson.
Das Unternehmen wird in einigen der Dokumente erwähnt, die im März 2013 durch Offshore-Leaks veröffentlicht wurden. CTL gilt als Unternehmen, das zehntausenden Kunden dabei geholfen hat, Stiftungen und Firmen zur  Steuervermeidung an Offshore-Finanzplätzen zu gründen, sowie nur schwer nachvollziehbare Bankkonten bereitzustellen. CTL soll dabei wiederholt Gesetze gegen Geldwäsche verletzt haben.
Eine der gegründeten Firmen soll an der Magnitski-Affäre beteiligt gewesen sein.